# هاتنکا ۴۰۵۱
سیارک ۴۰۵۱ (به انگلیسی: 4051 Hatanaka، نامگذاری:1978VP) چهار هزار و پنجاه و یکمین سیارک کشف شده‌است که در ۱ نوامبر ۱۹۷۸ کشف شد.
قدر مطلق سیارک برابر ۱۲٫۴۰ است.